# Карденахи
Карденахи (груз. კარდენახი) — село в Грузии. Находится в Гурджаанском муниципалитете края Кахетия. Высота над уровнем моря составляет 510 метров. Население — 3873 человек (2014).
Центр винодельческой микрозоны. В советское время виноградарский совхоз «Карданахи» специализировался на производстве одноимённого креплёного вина по технологии задержки сусла на мезге. В этом совхозе трудились Герои Социалистического Труда:  бригадир Георгий Леванович Хелашвили, звеньевой Гавриил Александрович Гучошвили и рабочий Степан Егорович Иванов.